# Radio Punto Zero Network
Radio Punto Zero Network è un'emittente radiofonica italiana con sede a Nola.

## Storia
È stata fondata nel 1976. Nel 1990 ha completato l'accensione dei ripetitori in tutte le province della Campania diventando una delle prime radio campane a diffusione regionale. Dal 1990 è registrata presso il Tribunale di Nola come testata giornalistica radiodiffusa con tredici edizioni giornaliere. 

## Frequenze
Le frequenze principale di ascolto sono 102 e 106.800 per Napoli, Caserta e province, 106.600 e 93.300 per Avellino e Benevento, 97,400 e 97.500 per Salerno e provincia. Trasmette anche in streaming dal sito www.rpz.it o tramite le App gratuite per Ios e Android per smartphone e Tablet. 

## Palinsesto
Il palinsesto è "adult conteporary". Molti gli speakers e gli animatori che hanno iniziato il lavoro dalle sue frequenze. Qualcuno ha raggiunto la fama nazionale come il duo Gigi e Ross